# Kringsjaa
Kringsjaa (jämför tyska Rundschau, engelska Review, franska revue) var en norsk tidskrift, som utkom i Kristiania 1893–1910 med två häften i månaden (ett häfte i månaden juli 1905-1909) och innehöll ett populärt urval av översatta utländska tidskrifts- och tidningsartiklar i vetenskapliga ämnen. Den grundades av Hans Tambs Lyche. Redaktörer för tidskriften var  Hans Tambs Lyche (1893-1898), Christopher Brinchmann (1898-1907). Alf Otto (juli-sept 1907), Vilhelm Krag (1907-1908), Alf Harbitz (1909-1910) samt Marta Steinsvik (1910). Hon hade tidigare varit sekreterare för tidskriften från 1895.